# Винтербах (Ремсталь)

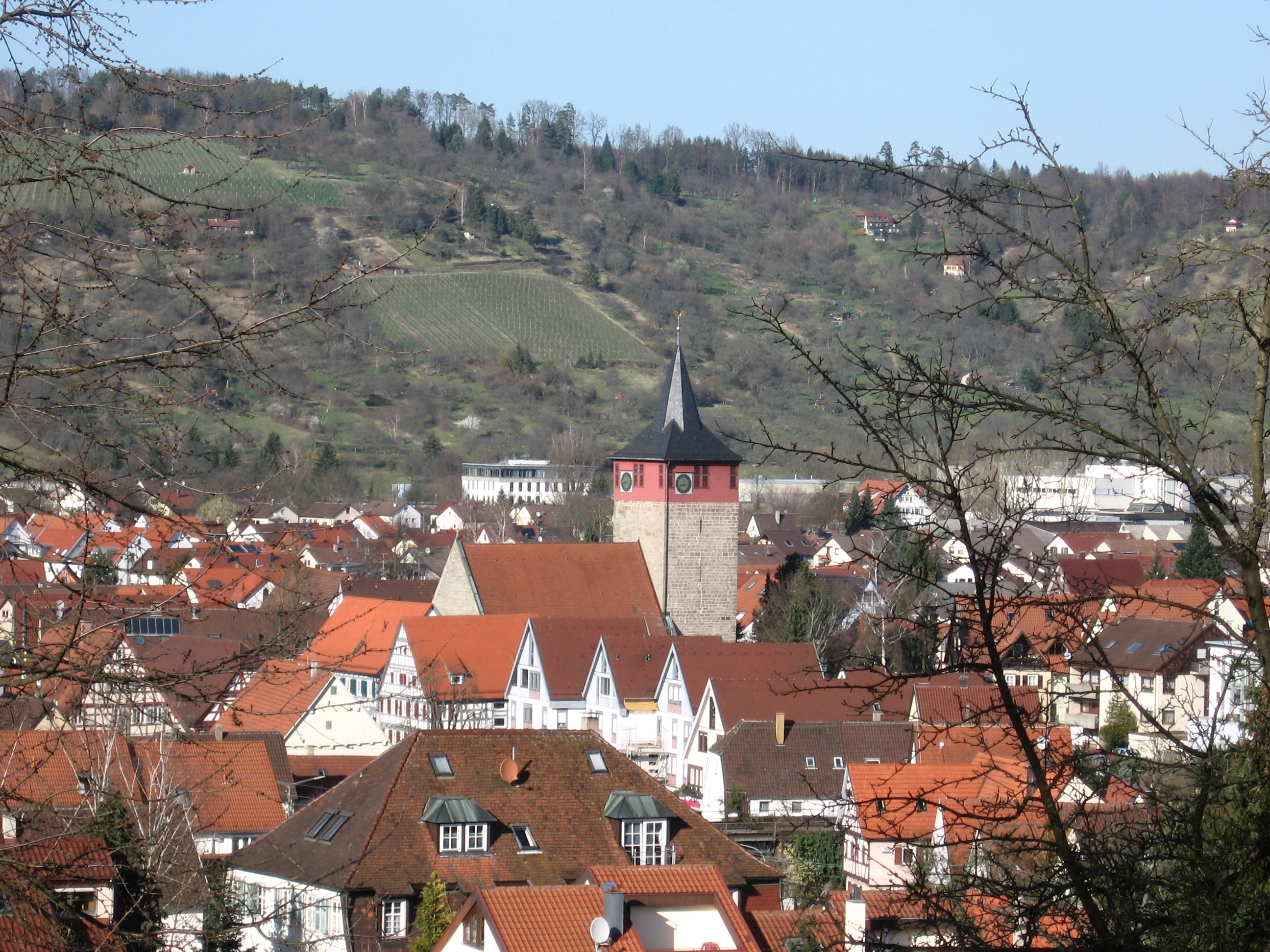
Винтербах

Винтербах (нем. Winterbach) — коммуна в Германии, в земле Баден-Вюртемберг.
Подчиняется административному округу Штутгарт. Входит в состав района Ремс-Мур. Население составляет 7678 человек (на 31 декабря 2010 года). Занимает площадь 17,10 км².

## Города-побратимы
- Глайсдорф, Австрия (1961)